# Speocirolana guerrei
Speocirolana guerrei is een pissebed uit de familie Cirolanidae. De wetenschappelijke naam van de soort is voor het eerst geldig gepubliceerd in 1982 door Contreras-Balderas & Purata Velarde.